# Lance corporal

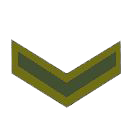
Chevron correspondant généralement au grade de lance corporal. La couleur et la forme peuvent varier suivant le pays.

Lance corporal (« caporal suppléant ») - abréviation : Lance Cpl. - est un grade militaire existant dans de nombreuses forces armées, et notamment les forces armées britanniques.
Ce grade est inférieur à celui de caporal et est généralement le grade de sous-officier le plus bas, généralement équivalent au grade OTAN OR3.